# Kalulu (Tunduru)
Kalulu ist ein Verwaltungsbezirk (Ward) des Distrikts Tunduru in der tansanischen Region Ruvuma.

## Geografie
Kalulu liegt im Süden von Tansania rund 120 Kilometer Luftlinie östlich der Regionshauptstadt Songea. Der Bezirk grenzt im Nordwesten an Likuyuseka, im Nordosten an die Region Lindi, im Osten an Jakika, im Süden an Matemanga und Namwinyu und im Westen an Mchomoro.
Bei der Volkszählung 2022 lebten 4763 Menschen in 1127 Haushalten auf einer Fläche von 2104 Quadratkilometern.

## Gliederung
Der Bezirk besteht aus zwei Gemeinden (Mtaa) mit 17 Orten (Kitongoji):
| Rahaleo - Lingungane - Michangani - Chiwambo - Mtuya - Muungano - Hiyari - Msikitini - Hipole - Mjimwema - Miteja | Mbungulaji - Mzalendo - Uhuru - Tanganyika - Minazini - Jamhuri - Victoria - Mwongozo |

## Wirtschaft und Infrastruktur
- Bildung: Im Bezirk gibt es keine weiterführende Schule.[8]
- Gesundheit: In der Gemeinde Rahaleo liegt eine staatliche Apotheke.[9]